# Sefegiru
Sefegiru ( « Le secret de la forme » ou « La forme cachée » ) est un dieu de la mythologie égyptienne. Il apparaît dans les Textes des pyramides, les Textes des sarcophages, le Livre de l'Amdouat et dans les inscriptions des temples de la période gréco-romaine. Dans certains passages il paraît être en étroite relation avec Shou le dieu de l'air mais aussi avec le dieu soleil. La seule représentation picturale connue qui montre avec une grande certitude Sefegiru se situe au Temple d'Isis à Philæ.